# 填詞L
《填詞L》（英語：The Lyricist Wannabe，工作標題《填詞撚》），是一部香港劇情電影，由黃綺琳擔任編劇及執導，演員包括鍾雪瑩、葛民輝、陳毅燊、鄧麗英、吳冰、朱栢康、潘宗孝及戴玉麒。影片根據黃綺琳個人經歷改編。
本片是第20屆香港亞洲電影節閉幕電影。

## 劇情
就讀聖羅斯中學的高中女生羅穎詩（鍾雪瑩飾）雖然是理科生，不過自覺具有寫歌詞天賦，立志當作詞人。十年間用盡各種奇怪方法追逐夢想：報名參加CASH流行曲創作大獎，參加夏季作詞班，發電郵向作曲人毛遂自薦，到台灣會見唱片公司主管推銷原創歌曲，參加作詞人比賽，去電台兼職當製作助理，幫公司寫廣告歌……。可是追夢多年，一次又一次受到打擊，漸漸發現當作詞人太難。這是她揹著夢想的包袱，在充滿遺憾的人生路上狂奔的故事。
影片分為七個章節：
Lesson 1——啱音：羅穎詩在中學時代已熱愛寫歌詞，跟好友何雞一起參加學校敬師日表演，為《無間道》主題曲譜上新詞。她發現用粵語寫歌詞很容易出現「唔啱音」（不協音）的問題，聲調稍為不協音，就會令人無法正確辨識詞義。羅穎詩本來打算在表演當日一顯身手，卻遭受始料不及的挫折。她跟同學一起參加CASH流行曲創作大獎，由她負責作詞。此時卻得知好友何雞即將離開香港到英國升學。
Lesson 2——押韻：為了增進作詞技巧，羅穎詩趁考完香港中學文憑考試的暑假，報讀夏季作詞班，認識了該課程的導師魯永康。第一課談到流行歌詞為何需要押韻。羅穎詩升上香港中文大學，沒有放棄寫歌詞的夢想，發電郵向作曲人毛遂自薦，大部分石沉大海，好不容易收到了第一首原創歌的旋律，激動得熱淚盈眶。她馬上動筆作詞，卻發現自己總是被旋律牽著鼻子走。
Lesson 3——0243：作詞班導師魯永康其實是個鬱鬱不得志的作詞人，在課堂上教導「0243填詞法」（將粵語的「九聲」歸納為四個聲調），羅穎詩聽後馬上明白，令他大感意外。羅穎詩掌握了「0243填詞法」後，茅塞頓開，自覺作詞的功力大增。
Lesson 4——情歌：羅穎詩發電郵毛遂自薦，陸續收到不同的作曲人寄demo給她，其中一個叫Chris Lee，需要她為一首情歌作詞。這段期間，她意外發現了哥哥的秘密戀情，她自己也在大學裡開始談戀愛，並為Chris Lee作了《秘密情人》的歌詞。
Lesson 5——CASH會員：羅穎詩發現要成為CASH（香港作曲家及作詞家協會）會員，作品需要收錄在商業灌錄的唱片，但Chris Lee的歌仍未賣出。羅穎詩去了電台兼職製作助理，重遇中學同學肥乜，才知道他是曾經寄demo給她的作曲人。羅穎詩跟導師魯永康去參加CASH晚宴，並得知即將舉行的填詞人大賽。
Lesson 6——填詞人合約：羅穎詩代表Chris Lee去跟台灣唱片公司負責人見面，卻因此與男友鬧翻，分手收場。她把悲傷化為創作動力，贏得填詞人大賽冠軍，並獲得唱片公司的填詞人合約，但她也發現了唱片公司往往買歌不買詞，她始終沒有作品收錄在商業灌錄的唱片。
Lesson 7——出街歌：羅穎詩去了黃大爺的唱片公司工作，為歌手Helencandy的專輯做行政、選曲、寫文案及作詞，以為可以有「出街歌」了，最終卻被解雇。她心灰意冷，決定放下填詞夢想，去HK Free Rider公司任職，沒想到有機會為公司寫廣告歌。只是現實殘酷，HK Free Rider商業模式因政府政策而被禁，無奈結業。她決定離開香港，去台灣打工換宿，竟在異地聽見了自己所作的歌詞。

## 演員
| 演員    | 角色           | 介紹                            | 介紹                            |
| 鍾雪瑩  | 羅穎詩         |                                 |                                 |
| 陳毅燊  | 王曉東（肥乜） | 羅穎詩中學同學、歌手            | 羅穎詩中學同學、歌手            |
| 吳 冰   | 何雞           | 羅穎詩中學同學                  | 羅穎詩中學同學                  |
| 鄧麗英  | 丸丸           | 羅穎詩中學同學，跟羅偉樂交往    | 羅穎詩中學同學，跟羅偉樂交往    |
| 陳書昕  | 豬精           | 羅穎詩中學同學                  | 羅穎詩中學同學                  |
| 周漢寧  | William        | 羅穎詩中學同學                  | 羅穎詩中學同學                  |
| 曾翠珊  | Sister Che     | 羅穎詩中學修女                  | 羅穎詩中學修女                  |
| 葛民輝  |                | 羅穎詩之父                      | 羅穎詩之父                      |
| 邵美君  |                | 羅穎詩之母                      | 羅穎詩之母                      |
| 潘宗孝  | 羅偉樂         | 羅穎詩之兄，跟丸丸交往          | 羅穎詩之兄，跟丸丸交往          |
| 胡子彤  | Chris Lee      | 歌手                            | 歌手                            |
| 戴玉麒  | 宅聰           | 羅穎詩大學同學，跟羅穎詩交往    | 羅穎詩大學同學，跟羅穎詩交往    |
| 謝雅兒  | 阿怡           | 羅穎詩大學同學                  | 羅穎詩大學同學                  |
| 王 頤   | Emily          | 羅穎詩大學同學                  | 羅穎詩大學同學                  |
| 何 求   | Terry          | 羅穎詩大學同學                  | 羅穎詩大學同學                  |
| 朱栢康  | 魯永康         | 填詞班老師 (影射導演恩師黃志華) | 填詞班老師 (影射導演恩師黃志華) |
| 何洛瑤  | Creamy         | 填詞班同學                      | 填詞班同學                      |
| 謝俊霆  | Tony           | 填詞班同學                      | 填詞班同學                      |
| 李雨珊  | 雨珊           | 填詞班同學                      | 填詞班同學                      |
| 陳詠燊  |                | CASH晚宴主持                    | CASH晚宴主持                    |
| 馬念先  | 高經理         | 台灣唱片公司經理                | 台灣唱片公司經理                |
| 邱志宇  | 柯先生         | 台灣唱片公司主任                | 台灣唱片公司主任                |
| 楊偉倫  | 黃大爺         | 香港唱片公司監製                | 香港唱片公司監製                |
| 吳家忻  | Helencandy     | 歌手                            | 歌手                            |
| 梁仲恆  | 簡老闆         | HK Free Rider老闆               | HK Free Rider老闆               |
| 林千渟  | Betty          | HK Free Rider同事               | HK Free Rider同事               |
| 羅浩銘  | Ivan           | HK Free Rider同事               | HK Free Rider同事               |
| 張迪文  |                | 小巴填詞人                      | 小巴填詞人                      |
| 鄧麗欣  | 鄧麗欣         | 歌手／填詞人                    | 友情客串                        |
| 周祉君  | 陳謙           | 填詞人                          | 友情客串                        |
| 潘源良  | 潘源良         | 填詞人                          | 友情客串                        |
| 梁柏堅  | 梁柏堅         | 填詞人                          | 友情客串                        |
| 陳柏宇  | 陳柏宇         | 歌手                            | 友情客串                        |
| Tim Lui | Tim Lui        | 填詞人                          | 友情客串                        |
| 薑檸樂  | 薑檸樂         | 填詞人                          | 友情客串                        |
| 李文曦  | 李文曦         | 填詞人                          | 友情客串                        |
| 陳心遙  | 陳心遙         | 填詞人                          | 友情客串                        |
| 曾紀諾  | 曾紀諾         | 填詞人                          | 友情客串                        |
| 鄭 敏   | 鄭敏           | 填詞人                          | 友情客串                        |
| 李子俊  |                | CASH晚宴賓客                    | 友情客串                        |
| 簡君晉  |                | CASH晚宴賓客                    | 友情客串                        |
| 卓韻芝  | 卓韻芝         | 電台DJ（聲演）                  | 友情客串                        |
| 葉宇澄  | 葉宇澄         | 的士內電台DJ（聲演）            | 友情客串                        |
| 黃志華  | 校長           | 羅穎詩中學校長                  | 友情客串                        |

## 製作

### 開發
由曾經執導電影《金都》的黃綺琳擔任導演兼編劇，並由黃鐦監製。事緣黃綺琳完成《金都》後，黃鐦想開拍新戲，問她有什麼想法，她就找出積存家中的《我很想成為文盲填詞人》，該書記錄了她由中學到大學畢業初出茅廬想成為填詞人的經歷，兩人認為可改成電影。影片中很多角色和情節都來自黃綺琳個人真實經歷。
本片為2022金馬創投會議WIP企劃入選電影之一。不過最終他們覺得與其花時間游說投資者，不如自資，於是決定自掏腰包280萬港元開拍。黃綺琳移居台灣後，認識了同樣在台灣生活的香港作曲人王建威及創作歌手謝雅兒，由他們為電影創作音樂及歌曲。

### 拍攝
2022年7月開拍，11月底在台灣取景拍攝。2023年4月煞科，期間拍拍停停，共拍了15天。
電影自開拍以來，一直用片名「填詞撚」在社交平台與大眾互動，並以此片名報名金馬獎。但到香港亞洲電影節公佈閉幕電影時，定名《填詞L》。導演黃綺琳表示「撚」字在某些傳媒平台未能展示，因而循原本片名的方向，演化成現時片名中的「L」字，加上《填詞L》比《填詞撚》有更多視覺上的可能性，填詞「人」行行下半路中途坐下，便是填詞「L」，加上預告海報中的片名設計用了鮮橙色「L」看起來與學車時要掛的「學牌」相似，更加有「填詞學神」的意思。L除了可以代表Lyricist，還可以代表女主角羅穎詩的Law，故最終使用片名《填詞L》。
此外，本片可能是最多香港填詞人客串亮相的電影。《金都》的男女主角朱栢康與鄧麗欣也有在本片出現。片中提及的「0243填詞法」（2024年剛好是該填詞法誕生40周年），正是出自資深音樂評論人黃志華的著作，他為鼓勵後輩堅持夢想，也有在本片中客串。

### 取景
羅穎詩的中學主景是在赤柱的聖士提反書院取景，那裡是監製黃鐦的母校，參與演出的ANSONBEAN、潘宗孝和周漢寧都是該校的舊生。大學主景則在香港中文大學拍攝，黃綺琳就是畢業於香港中文大學生物系。部分片段在台灣北海岸取景。台北市的戶外和唱片公司場景是在台灣拍攝，青年旅舍的室內場景則在香港拍攝。為了節省拍攝成本，導演找了不少免費的場景，再依據這些場景安排劇情。

## 發行
本片獲選為第20屆香港亞洲電影節閉幕電影，並入選為第19屆大阪亞洲電影節競賽電影。
2023年12月16日，片方率先在百老匯電影中心舉行八場特別場放映。

## 評價
本片公映後獲得了不俗的評價，其中香港電影評論學會影評人查柏朗以「自己電影自己拍」為題，指出《填詞L》不只是自編自導，不只是全創作人主演陣容，也不只是改編自己寫自身成長的小說。而是實現資金自主的情況下，仍能找到自己的方法去說故事，而不惰於循典型進路。從製作、題材、拍攝等多方面皆在嘗試開拓香港電影的可能。這三環相互緊扣，既是限制，亦成優勢，可說是高風險的雙刃劍，但至少可見其區分於工業制式的獨特性。電影同時散發着輕鬆小品的氣息，卻沒有一般港式喜劇追求引發大笑的喜劇效果，而更多低調、幽默、會心微笑的設計。可稱之為在「類型片既定範式演繹」與「捕捉真實處境反應」之間取得平衡。另一位香港電影評論學會影評人安娜認為《填詞L》並非「賣慘」的電影，也不只是關於「追夢」的勵志打氣片，指出創作者對於「失敗」有深切的個人感受和省思。《號外》影評人陳志華則指出劇本高明之處，是到了最後，已不是講填詞技巧或者能否入行，而是主角經歷挫敗，出走他鄉，「但有些重要的事，始終不會忘記」，正如主題曲所寫，「任你怎麼禁播，夢裡當天我有快樂過」。
另外，作品的質素及演員表現也得到本地媒體影評人的正評。香港01影評人何故指出《填詞L》是一個有血有肉有笑有淚有共鳴的故事，可以看見你和你身邊親友的影子，雋永清新，真摯動人，充滿餘韻，雖然是一部非常沉重的寫實悲劇，但也是一部「笑住喊，喊住笑」的勵志喜劇。am730影評人小雨認為作品感覺自然，沒有刻意的雕琢，比較隨意，亦令人看得開懷，身心舒暢。而在導演的帶動之下，片中多位演員都演繹得自然出色，主角的不完美性格同時也令角色更為立體。

## 歌曲
| 曲序 | 曲目                           |        | 作曲   | 编曲   | 演唱              |
| ---- | ------------------------------ | ------ | ------ | ------ | ----------------- |
| 1.   | 填詞魂（主題曲）               | 黃綺琳 | 謝雅兒 | 王建威 | 謝雅兒            |
| 2.   | 聖愛的海洋（插曲）             | 黃綺琳 | 王建威 | 王建威 | 群星              |
| 3.   | 校歌（插曲）                   | 黃綺琳 | 王建威 | 王建威 | 群星              |
| 4.   | 我們敬師吧（插曲）             | 黃綺琳 | 王建威 | 王建威 | 周漢寧            |
| 5.   | 家常便飯（插曲）               | 黃綺琳 | 胡曼璐 |        | 鄧麗英、陳書昕    |
| 6.   | 髮菜歌（插曲）                 | 黃綺琳 | 謝雅兒 | 王建威 | 鍾雪瑩            |
| 7.   | 秘密情人 假日文 (Demo)（插曲） | 黃綺琳 | 王建威 | 王建威 | Chris Lee         |
| 8.   | 秘密情人 廣東話 (Demo)（插曲） | 黃綺琳 | 王建威 | 王建威 | Chris Lee         |
| 9.   | 秘密情人 國語 (Demo)（插曲）   | 黃綺琳 | 王建威 | 王建威 | 陳進              |
| 10.  | 填詞比賽歌曲（插曲）           | 黃綺琳 | 王建威 | 王建威 | 鍾雪瑩            |
| 11.  | 毒蘑菇（插曲）                 | 黃綺琳 | 王建威 | 王建威 | 許仲文            |
| 12.  | 夢想太貴（插曲）               | 黃綺琳 | 謝雅兒 | 王建威 | ANSONBEAN         |
| 13.  | HK Free Rider（插曲）          | 黃綺琳 | 王建威 | 王建威 | ANSONBEAN、謝雅兒 |
| 14.  | 在動物園散步才是正經事（插曲） | 林阿P  | 林阿P  | 林阿P  | nicole au         |

## 獎項
| 年份 | 頒獎典禮                       | 獎項               | 入圍者                                            | 結果 |
| ---- | ------------------------------ | ------------------ | ------------------------------------------------- | ---- |
| 2023 | 第60屆金馬獎                   | 最佳女主角         | 鍾雪瑩                                            | 提名 |
| 2023 | 第60屆金馬獎                   | 最佳改編劇本       | 黃綺琳                                            | 提名 |
| 2024 | 第30屆香港電影評論學會大獎     | 最佳女演員         | 鍾雪瑩                                            | 提名 |
| 2024 | 第30屆香港電影評論學會大獎     | 推薦電影           | 《填詞L》                                         | 獲獎 |
| 2024 | 2023年度香港電影編劇家協會大獎 | 年度最佳電影角色獎 | 鍾雪瑩                                            | 提名 |
| 2024 | 第42屆香港電影金像獎           | 最佳女主角         | 鍾雪瑩                                            | 提名 |
| 2024 | 第42屆香港電影金像獎           | 最佳原創電影音樂   | 王建威                                            | 提名 |
| 2024 | 第42屆香港電影金像獎           | 最佳原創電影歌曲   | 《填詞魂》 作曲：謝雅兒 填詞：黃綺琳 主唱：謝雅兒 | 獲獎 |
| 2024 | 第11屆桃園電影節               | 台灣獎             | 《填詞L》                                         | 提名 |

## 備註
1. ↑  截至2024年5月9日

## 相關頁面
- 填詞人
- 香港作曲家及作詞家協會

## 外部連結
- 填詞L的Facebook專頁
- 填詞L的Instagram帳戶
- 大阪亞洲電影節官方網站
- 豆瓣电影上《填詞L》的資料 （简体中文）
- 互联网电影数据库（IMDb）上《填詞L》的资料（英文）